# NGC 2230
NGC 2230 (również PGC 18873) – galaktyka eliptyczna (E-S0), znajdująca się w gwiazdozbiorze Złotej Ryby. Odkrył ją 30 listopada 1834 roku John Herschel.